# Scipione Riva-Rocci
Scipione Riva-Rocci (né le 7 août 1863 à Almèse, Piémont – mort le 15 mars 1937 à Rapallo) est un médecin italien qui invente le premier sphygmomanomètre pour la prise de la tension artérielle.

## Biographie
Il obtient son diplôme de médecine en 1888 de l'Université de Turin et de 1900 à 1928, il occupe le poste de directeur de l'hôpital de Varèse.
En 1896, Riva-Rocci invente un sphygmomanomètre sensible à la pression artérielle qui sera repris en 1905, par Nikolaï Korotkov qui y ajoute l’utilisation d’un stéthoscope sur l’artère brachiale, ce qui permet d’entendre des bruits beaucoup plus précis. Victor Pachon y rajoute, lui, un oscillomètre, ce qui permet de mesurer la tension artérielle sans stéthoscope.